# Heteropoda chengbuensis
Heteropoda chengbuensis là một loài nhện trong họ Sparassidae.
Loài này thuộc chi Heteropoda. Heteropoda chengbuensis được Jia-Fu Wang miêu tả năm 1990.